# The Man Who Won
Pour plus de détails, voir Fiche technique et Distribution.
The Man Who Won est un film muet américain réalisé par William A. Wellman et sorti en 1923.

## Fiche technique
- Réalisation : William A. Wellman
- Scénario : Ewart Adamson, d'après une nouvelle de Ridgwell Cullum
- Chef-opérateur : Joseph H. August
- Production : William Fox
- Date de sortie : 
  - États-Unis : 26 août 1923

## Distribution
- Dustin Farnum
- Jacqueline Gadsdon
- Lloyd Whitlock
- Ralph Cloninger
- Mary Warren